# جان فریمه
جان فریمه (به انگلیسی: John Freame) (زاده ۱۶۶۹ - درگذشته ۱۷۴۵) کارآفرین، بانکدار و مدیر ارشد اجرایی بریتانیایی بود، که در سال ۱۶۹۰ بانک بارکلیز را تأسیس کرد.

### اوایل زندگی
جان فریم ، پسر رابرت فریم ، در سال ۱۶۶۹ در Cirencester انگلستان به دنیا آمد و در ۱۱ نوامبر همان سال غسل تعمید داده شد.او در سال ۱۶۸۳ نزد جاب بولتون زرگر به شاگردی پذیرفته شد.

### حرفه
فریم پس از پایان دوره کارآموزی اش در ۷ آوریل ۱۶۹۰ مجوز زرگری را اخذ کرد که به او این حق را داد که در شهر لندن به عنوان زرگر بازرگانی باز کند و او با شخصی بنام توماس گلد مشارکت کرد.بازرگانی آنها در بخشی از شهر واقع شده بود که یک چهارم جمعیت آن پیروان مذهب کوئیکرها بودند و آنها توانستند کسب و کار خود را به ویژه در میان کویکرها افزایش داده و شهرت خوبی کسب نمایند.آنها باعنوان بازرگانی فریم/گولد و تحت علامت سه لنگر (three Barclays) معاملات خود را انجام میدادند.
در سال ۱۷۲۸ محل کسب و کار فریم/گولد به شماره ی ۵۴ خیابان لومبارد لندن ، که با نماد "عقاب بال پهن سیاه" شناخته میشد، نقل مکان کرد و اهمیت این موضوع از آن جهت بود که در عصری که افراد کمی سواد خواندن و نوشتن داشتند از علائم و نشانها برای شناسایی ساختمان‌ها استفاده می‌شد و با تغییر یا جابجائی در محل کسب و کارها علائم بعنوان نماد باقی می‌ماندند.
نام بارکلی(لنگر) در سال ۱۷۳۶ وارد این تجارت شد، زمانیکه یکی از دختران جان فریم با جیمز بارکلی ازدواج کرد و توسط برادر شوهرش یعنی جوزف وارد شراکت گردید.  بارکلیزها به تجارتشان در ساختمانی در خیابان لومبارد که با نماد Spread Eagle شناخته میشد ادامه دادند و در سال ۱۹۳۷ این نشان به عنوان نماد بانکشان به آنان اعطاء گردید.

### مرگ
سرانجام جان فریم در سال ۱۷۴۵ و در سن هفتاد و شش سالگی چشم بر جهان فرو بست.